# Oko w jajku
Oko w jajku (Silm munas) – obraz olejny na papierze z 1962 roku, autorstwa estońskiego artysty Ülo Soostera, znajdujący się w zbiorach Muzeum Sztuki w Tartu.
Obraz przedstawia abstrakcyjny, jajowaty otwarty kształt, wewnątrz którego znajdują się kolejne podobne kształty. Został stworzony po tym, jak malarz opuścił łagier po siedmiu latach ciężkich robót; mieszkał on wówczas w Moskwie, przy ul. Stretenskiy bulvar wraz z kilkoma innymi artystami, tworząc w nurcie radzieckiej sztuki nonkonformistycznej.
Sooster eksperymentował podówczas z motywami jajka, zapożyczywszy je od René Magritte'a, uznając je za symbole nieskończoności, ewolucji i poczucia ponadczasowości. Motyw jajka w późniejszych dziełach Soostera był tak wszechobecny, że nawet w jego grób wmurowano kamienne jajo. 1 grudnia 1962 obraz pokazano na wystawie Manege, z nadzieją uzyskania aprobaty ZSRR dla sztuki modernistycznej tworzonej w kraju, lecz jedyną odpowiedzią władz na wystawę było ostrzeżenie o możliwości wygnania z kraju wszystkich wystawionych tam artystów, które wystosował Nikita Chruszczow.
Poszczególne jajka różnią się od siebie kształtem, zaś tytułowe „oko” może odnosić się do podobnego do migawki kształtu otwartych jajek. Może to stanowić odniesienie do kamer telewizji przemysłowej, mogących służyć do podglądania obywateli. Krawędzie jajek wyglądają jakby były wykonane z metalu, zaś całość daje iluzjonistyczne wrażenie, że ukazane na obrazie oczy mechanicznie mrugają.